# 広陽県 (北京市)
広陽県（こうよう-けん）は中華人民共和国北京市にかつて設置された県。現在の房山区北東部に相当する。
前漢により設置された。南北朝時代、北斉により廃止された。